# Condado de Lewis (Kentucky)
El condado de Lewis (en inglés, Lewis County) es un condado del estado de Kentucky, Estados Unidos. Tiene una población estimada, a mediados de 2021, de 12 987 habitantes.
La sede del condado es Vanceburg.

## Geografía
Según la Oficina del Censo, el condado tiene un área total de 1280 km², de la cual 1250 km² es tierra y 30 km² son agua.

### Condados adyacentes
- Condado de Adams (Ohio) (norte)
- Condado de Scioto (Ohio) (noreste)
- Condado de Greenup (este)
- Condado de Carter (sureste)
- Condado de Rowan (sur)
- Condado de Fleming (suroeste)
- Condado de Mason (oeste)

## Demografía
Según la Oficina del Censo, en 2000 los ingresos medios de los hogares del condado eran de $22,208 y los ingresos medios de las familias eran de $26,109. Los hombres tenían ingresos medios por $25,522 frente a los $18,764 que percibían las mujeres. Los ingresos per cápita para el condado eran de $12,031. Alrededor del 28.50% de la población estaba por debajo del umbral de pobreza.
Según la estimación 2016-2020 de la Oficina del Censo, los ingresos medios de los hogares del condado son de $29,844 y los ingresos medios de las familias son de $44,309. Los ingresos per cápita en los últimos doce meses, medidos en dólares de 2020, son de $18,853. Alrededor del 28.4% de la población está por debajo del umbral de pobreza.

## Principales localidades
- Concord
- Vanceburg
- Garrison